# 378076 Campani
378076 Campani è un asteroide della fascia principale. Scoperto nel 2006, presenta un'orbita caratterizzata da un semiasse maggiore pari a 2,2982604 au e da un'eccentricità di 0,1582577, inclinata di 6,91730° rispetto all'eclittica.